# Détachement d'armée Kleffel
Le détachement d'armée Kleffel (en allemand : Armee-Abteilung Kleffel) était un détachement d'armée de l'Armée de terre (Heer) de la Wehrmacht, formé le 29 octobre 1944 à partir de la redésignation du détachement d'armée Grasser.
L'état-major du détachement d'armée Kleffel est transféré aux Pays-Bas en novembre 1944, où il forme avec l'état-major de la Wehrmachtsbefehlshaber Niederlande la 25. Armee.

## Organisation

### Commandant
| Date                              | Grade                  | Commandant      |
| --------------------------------- | ---------------------- | --------------- |
| 29 octobre 1944 - 6 novembre 1944 | General der Kavallerie | Philipp Kleffel |

### Chef d'état-major
| Date                              | Grade        | Commandant    |
| --------------------------------- | ------------ | ------------- |
| 29 octobre 1944 - 6 novembre 1944 | Generalmajor | Paul Reichelt |

### Officiers d'Opérations (Ia)
| Date                              | Grade          | Commandant                    |
| --------------------------------- | -------------- | ----------------------------- |
| 29 octobre 1944 - 6 novembre 1944 | Oberstleutnant | Friedrich-Wilhelm Eichendorff |

## Zones d'opérations
- Front de l'Est, secteur nord : Octobre 1944 - Novembre 1944

## Ordre de bataille
25 novembre 1944
- A la disposition de l'Armee-Ateilung Kleffel
  - 12. Panzer-Division
- XXXVIII. Armeekorps
  - 225. Infanterie-Division
  - 201. Sicherungs-Division
  - 21. Feld-Division (L)
  - 83. Infanterie-Division + Kampfgruppe 329. Infanterie-Division
- L. Armeekorps
  - 389. Infanterie-Division
  - Kampfgruppe 215. Infanterie-Division
  - 24. Infanterie-Division
  - 122. Infanterie-Division

## Référence
1. ↑  (en) « Domdo Company Makljenovac (Croatia) », sur axishistory.com (consulté le 23 avril 2023).